# Яблонский, Дмитрий Альбертович
Дмитрий Альбертович Яблонский (род. 1962, Москва) — российско-американский дирижёр и виолончелист. Сын пианистки Оксаны Яблонской и гобоиста Альберта Зайонца. Заслуженный деятель искусств Азербайджана (2016).

## Биография
В шестилетнем возрасте поступил в Центральную музыкальную школу по классу виолончели, учился у С. Т. Кальянова и И. М. Буравского. В 1977 году вместе с матерью эмигрировал в США, где продолжил образование сперва в Джульярдской школе у Лорна Манроу, а затем в Йельском университете у Альдо Паризота; окончив университет в 1981 году, Яблонский вернулся в Джульярд и совершенствовал своё мастерство под руководством Зары Нельсовой.
Успешно концертировал как инструменталист, записал ряд дисков, в том числе двойной альбом с «Высшей школой виолончельной игры» Давида Поппера, концерты для виолончели с оркестром Арама Хачатуряна и Нино Рота, сонаты Дмитрия Шостаковича и Мечислава Вайнберга.
В 26 лет дебютировал как дирижёр, заменив в последний момент заболевшего коллегу. Выступал с такими коллективами, как Национальный оркестр Бельгии, Королевский филармонический оркестр, различными российскими оркестрами. В настоящее время главный приглашённый дирижёр Государственного симфонического оркестра «Новая Россия». Записал более 70 компакт-дисков, в том числе скрипичные концерты Генриха Вильгельма Эрнста (солист Илья Груберт), инструментальные концерты П. И. Чайковского (солисты Константин Щербаков и Илья Калер), фортепианные концерты Эжена д’Альбера (солист Джозеф Бановец), джазовые и балетные сюиты Шостаковича (с ГАСО), шесть симфоний Яниса Иванова (с Латвийским национальным симфоническим оркестром), произведения Сергея Ляпунова, Антона Аренского, Николая Мясковского, Сергея Прокофьева, Язепа Витоля, Кара Караева, Фикрета Амирова, Бориса Тищенко и многих других. Иногда выступает и записывается вместе со своей матерью (в частности, запись фортепианных концертов Александра Глазунова с Московским симфоническим оркестром).
Художественный руководитель Габалинского музыкального фестиваля.

## Издания
- 40 этюдов Д.Поппера под редакцией Дмитрия Яблонского, издательство Dover Publication.

## Признание
- Заслуженный деятель искусств Азербайджана (19 сентября 2016 года) — за заслуги в развитии азербайджанской музыкальной культуры[2].
- Номинация Грэмми, 2008 год. «Лучшая инструментальная запись солиста с оркестром», Миклош Рожа, скрипичный концерт, солист: Анастасия Хитрук, дирижер: Дмитрий Яблонский.